# Max Poole
Max Poole (* 1. března 2003) je britský profesionální silniční cyklista jezdící za UCI WorldTeam Team dsm–firmenich PostNL.

## Hlavní výsledky
2019
vítěz Coppa d'Oro
2020
La Philippe Gilbert Juniors
4. místo celkově
Grand Prix Rüebliland
5. místo celkově
 vítěz soutěže mladých jezdců
9. místo Giro delle Conche
2021
Národní šampionát
 vítěz silničního závodu juniorů
3. místo časovka juniorů
Tour of Yorkshire Juniors
 celkový vítěz
vítěz 1. etapy (ITT)
Tour of Mendips Juniors
 celkový vítěz
La Philippe Gilbert Juniors
2. místo celkově
 vítěz vrchařské soutěže
vítěz 2. etapy
Junior Tour of Wales
5. místo celkově
vítěz 1. etapy (ITT)
7. místo Paříž–Roubaix Juniors
Mistrovství světa
9. místo silniční závod juniorů
Grand Prix Rüebliland
10. místo celkově
 vítěz bodovací soutěže
vítěz 1. etapy
2022
5. místo Giro del Medio Brenta
Giro della Valle d'Aosta
6. místo celkově
Arctic Race of Norway
7. místo celkově
Sazka Tour
10. místo celkově
2023
Vuelta a España
vítěz 1. etapy (TTT)
Tour of the Alps
 vítěz soutěže mladých jezdců
Tour de Romandie
4. místo celkově
Tour de Hongrie
4. místo celkově

### Výsledky na Grand Tours
| Grand Tour      | 2023 |
| --------------- | ---- |
| Giro d'Italia   | —    |
| Tour de France  | —    |
| Vuelta a España | 49   |

| —   | Nezúčastnil se |
| DNF | Nedokončil     |